# Каспля (река)
Ка́спля (бел. Каспля) — река в России и Беларуси, левый приток Западной Двины (Даугава).

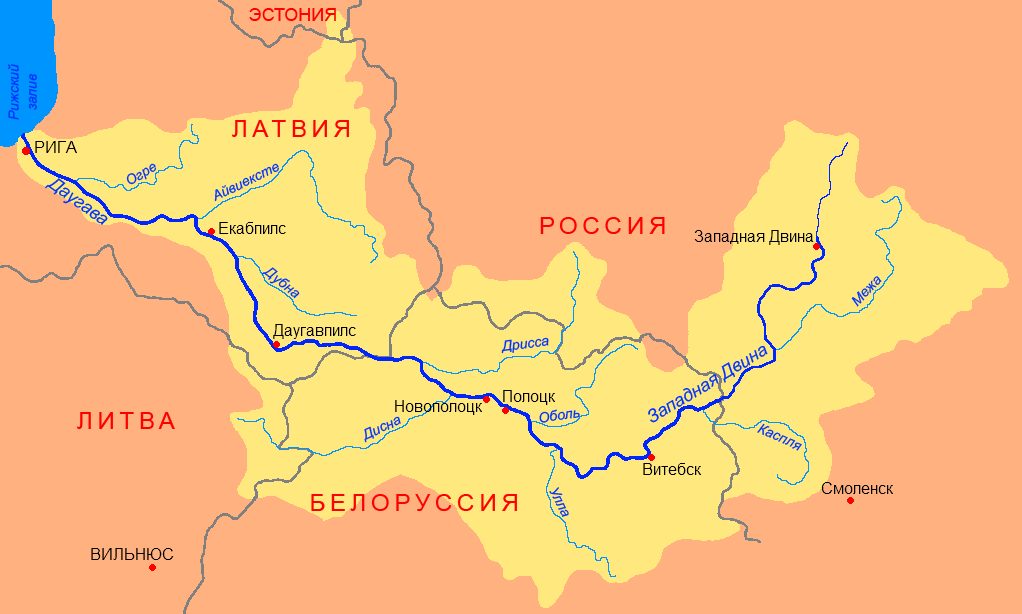
Бассейн Западной Двины

Длина реки — 136 км, площадь водосборного бассейна 5410 км². Протекает в России (Смоленская область), в нижнем течении (около 20 км) в Беларуси (Витебская область). Берёт начало из озера Каспля (некоторые исследователи истоком считают реку Клёц, которая питает озеро Каспля) на восточных склонах Витебской возвышенности, протекает по Суражской низине и впадает в Западную Двину в Сураже (Витебская область).
Ширина долины Каспли 300—400 метров, в верховье до 3 км. Русло извилистое, шириной 10—30 м в верхнем течении и 40—50 м вблизи устья.
На Каспле расположен город Демидов. Берега реки в районе Демидова болотистые.
Основные притоки — Гобза, Клёц, Жереспея, Ольша, Рутавечь, Вымнянка.

## Путь «Из варяг в греки»
В эпоху Киевской Руси, викингов, река была важной частью торгового пути «Из варяг в греки», так как в районе Гнёздово, в 14 км к западу от Смоленска между Днепром и Касплей имелся «Касплянский волок».